# Inna (piosenkarka)
Inna (zapis stylizowany: INNA), właśc. Elena Alexandra Apostoleanu (ur. 16 października 1986 w Mangalii) – rumuńska piosenkarka muzyki dance i eurodance.

## Życiorys
Pochodzi z miejscowości Mangalia leżącej nad Morzem Czarnym. Wychowała się w Neptunie. Zachęcona przez rodziców, zaczęła śpiewać już w dzieciństwie. Mając 8 lat, zaczęła rozwijać umiejętności wokalne regularnymi lekcjami. Ukończyła Wyższą Szkołę Ekonomii w Konstancy, a następnie Wydział Nauk Politycznych na tamtejszym uniwersytecie.
Jej pierwszy singel „Hot” z albumu o tym samym tytule został wyprodukowany w 2008, przy współpracy z trzema producentami z grupy Play & Win: Radu Bolfeą, Sebastianem Barakiem i Marcelem Botezanem. Na Sopot Hit Festiwal w 2009 piosenka zajęła drugie miejsce w konkursie na zagraniczny hit lata. Drugim singlem promującym płytę wokalistki była piosenka „Love”, z kolei trzecim „Déjà Vu”. Pod koniec listopada 2009 wydała świąteczny singel „I Need You for Christmas”.
Dwukrotnie otrzymała nagrodę w kategorii najlepszy artysta Rumunii i Mołdawii podczas gali European Music Awards kanału MTV.
W listopadzie 2015 ukazała się piosenka „Yalla” promującą jej nowy album. Od 2016 występuje w girlsbandzie G Girls razem z Lori, Antonią i Alexandrą Stan debiutując singlem „Call the Police”.

## Dyskografia

### Albumy studyjne
| Rok                                     | Dane dot. albumu                                                                                                  | Najwyższe pozycje na listach | Najwyższe pozycje na listach | Najwyższe pozycje na listach | Najwyższe pozycje na listach | Najwyższe pozycje na listach | Najwyższe pozycje na listach | Najwyższe pozycje na listach | Najwyższe pozycje na listach | Najwyższe pozycje na listach | Certyfikat                                                   |
| Rok                                     | Dane dot. albumu                                                                                                  | FRA                          | BEL (WA)                     | BEL (FL)                     | JPN                          | NLD                          | ESP                          | PRT                          | POL                          | UK                           | Certyfikat                                                   |
| --------------------------------------- | --- | ---------------------------- | ---------------------------- | ---------------------------- | ---------------------------- | ---------------------------- | ---------------------------- | ---------------------------- | ---------------------------- | ---------------------------- | ------------------------------------------------------------ |
| 2009                                    | Hot - Data: 4 sierpnia 2009 - Wytwórnia: Roton, Universal, Ultra - Format: CD, digital download                   | 9                            | 14                           | 37                           | –                            | 68                           | 77                           | 27                           | 28                           | 32                           | - NLD: złota płyta - RUM: złota płyta - FRA: platynowa płyta |
| 2011                                    | I Am the Club Rocker - Data: 19 września 2011 - Wytwórnia: Roton, Universal, Ultra - Format: CD, digital download | 23                           | 15                           | –                            | 45                           | –                            | –                            | –                            | –                            | –                            | - POL: złota płyta                                           |
| 2013                                    | Party Never Ends - Data: 25 marca 2013 - Wytwórnia: Roton, Universal, Ultra - Format: CD, digital download        | –                            | –                            | –                            | 88                           | –                            | –                            | –                            | –                            | –                            |                                                              |
| 2015                                    | Inna - Data: 30 października 2015 - Wytwórnia: Roton, Empire, Warner - Format: CD, digital download               | –                            | –                            | –                            | 157                          | –                            | –                            | –                            | –                            | –                            |                                                              |
| 2017                                    | Nirvana - Data: 11 grudnia 2017 - Wytwórnia: Global, Universal - Format: CD, digital download                     | –                            | –                            | –                            | –                            | –                            | –                            | –                            | –                            | –                            |                                                              |
| 2019                                    | Yo - Data: 31 maja 2019 - Wytwórnia: Roc Nation, Global - Format: CD, digital download                            | –                            | –                            | –                            | –                            | –                            | –                            | –                            | –                            | –                            |                                                              |
| 2020                                    | Heartbreaker - Data: 26 listopada 2020 - Wytwórnia: Global - Format: CD, digital download                         | –                            | –                            | –                            | –                            | –                            | –                            | –                            | –                            | –                            |                                                              |
| 2022                                    | Champagne Problems - Data: 7 stycznia 2022 - Wytwórnia: Global - Format: CD, digital download                     | –                            | –                            | –                            | –                            | –                            | –                            | –                            | –                            | –                            |                                                              |
| 2023                                    | Just Dance - Data: 10 lutego 2023/14 kwietnia 2023 - Wytwórnia: Global - Format: CD, digital download             | –                            | –                            | –                            | –                            | –                            | –                            | –                            | –                            | –                            |                                                              |
| 2024                                    | El Pasado - Data: 5 kwietnia 2024 - Wytwórnia: Global - Format: CD, digital download                              | –                            | –                            | –                            | –                            | –                            | –                            | –                            | –                            | –                            |                                                              |
| „–” oznacza, że album nie był notowany. | |                              |                              |                              |                              |                              |                              |                              |                              |                              |                                                              |

#### Albumy kompilacyjne
| Rok                                     | Dane dot. albumu                                                                        | Najwyższe pozycje na listach |
| Rok                                     | Dane dot. albumu                                                                        | FRA                          |
| --------------------------------------- | --------------------------------------------------------------------------------------- | ---------------------------- |
| 2015                                    | Best Of - Data: 18 grudnia 2015 - Wytwórnia: Universal - Format: CD, digital download   | –                            |
| 2017                                    | Summer Hits - Data: 16 czerwca 2017 - Wytwórnia: Roton - Format: Digital download       | –                            |
| 2018                                    | 10 ans de hits! - Data: 22 czerwca 2018 - Wytwórnia: MCA - Format: CD, digital download | 93                           |
| „–” oznacza, że album nie był notowany. |                                                                                         |                              |

### Single
| Rok                                      | Tytuł                                                       | Najwyższe pozycje na listach | Najwyższe pozycje na listach | Najwyższe pozycje na listach | Najwyższe pozycje na listach | Najwyższe pozycje na listach | Najwyższe pozycje na listach | Certyfikat                                | Album                               |
| Rok                                      | Tytuł                                                       | RUM                          | FRA                          | NLD                          | GER                          | ESP                          | UK                           | Certyfikat                                | Album                               |
| ---------------------------------------- | ----------------------------------------------------------- | ---------------------------- | ---------------------------- | ---------------------------- | ---------------------------- | ---------------------------- | ---------------------------- | ----------------------------------------- | ----------------------------------- |
| 2008                                     | „Hot”                                                       | 1                            | 6                            | 4                            | 80                           | 1                            | 6                            | - ITA: złota płyta - UK: srebrna płyta    | Hot                                 |
| 2009                                     | „Love”                                                      | 4                            | –                            | 31                           | –                            | 31                           | –                            |                                           | Hot                                 |
| 2009                                     | „Déjà Vu” (oraz Bob Taylor)                                 | 7                            | 6                            | 9                            | –                            | 15                           | 60                           |                                           | Hot                                 |
| 2009                                     | „Amazing”                                                   | 1                            | 2                            | 23                           | 36                           | –                            | 14                           |                                           | Hot                                 |
| 2010                                     | „10 Minutes” (oraz Play & Win)                              | 11                           | 8                            | 76                           | –                            | –                            | –                            |                                           | Hot                                 |
| 2010                                     | „Sun Is Up”                                                 | 2                            | 2                            | 7                            | 26                           | 22                           | 15                           | - ITA: złota płyta - UK: srebrna płyta    | I Am the Club Rocker                |
| 2011                                     | „Club Rocker” (oraz Flo Rida)                               | 42                           | 32                           | 79                           | 55                           | –                            | –                            |                                           | I Am the Club Rocker                |
| 2011                                     | „Un Momento” (oraz Juan Magan)                              | 12                           | 42                           | 98                           | –                            | 46                           | –                            |                                           | I Am the Club Rocker                |
| 2011                                     | „Endless”                                                   | 5                            | –                            | –                            | –                            | –                            | –                            |                                           | I Am the Club Rocker                |
| 2012                                     | „WOW”                                                       | 10                           | –                            | –                            | –                            | –                            | –                            |                                           | I Am the Club Rocker                |
| 2012                                     | „Caliente”                                                  | 84                           | –                            | –                            | –                            | –                            | –                            |                                           | Party Never Ends                    |
| 2012                                     | „Crazy Sexy Wild/Tu și eu”                                  | 5                            | –                            | –                            | –                            | –                            | –                            |                                           | Party Never Ends                    |
| 2012                                     | „INNdiA” (oraz Play & Win)                                  | 10                           | –                            | –                            | –                            | –                            | –                            |                                           | Party Never Ends                    |
| 2013                                     | „More Than Friends” (oraz Daddy Yankee)                     | 20                           | 92                           | –                            | –                            | 7                            | –                            |                                           | Party Never Ends                    |
| 2013                                     | „P.O.H.U.I.”                                                | 3                            | –                            | –                            | –                            | –                            | –                            |                                           | Party Never Ends                    |
| 2013                                     | „Spre mare”                                                 | 19                           | –                            | –                            | –                            | –                            | –                            |                                           | Party Never Ends                    |
| 2013                                     | „Dame Tú Amor” (oraz Reik)                                  | –                            | –                            | –                            | –                            | –                            | –                            |                                           | Party Never Ends                    |
| 2013                                     | „Be My Lover”                                               | –                            | –                            | –                            | –                            | –                            | –                            |                                           | Party Never Ends                    |
| 2013                                     | „In Your Eyes” (oraz Yandel)                                | 44                           | –                            | –                            | –                            | 31                           | –                            |                                           | Party Never Ends                    |
| 2014                                     | „Cola Song” (oraz J Balvin)                                 | 34                           | –                            | –                            | 77                           | 8                            | –                            |                                           | Body and the Sun / Party Never Ends |
| 2014                                     | „Good Time” (oraz Pitbull)                                  | 67                           | –                            | –                            | –                            | –                            | –                            |                                           | Body and the Sun / Party Never Ends |
| 2014                                     | „Diggy Down” (oraz Marian Hill)                             | 1                            | –                            | –                            | –                            | –                            | –                            |                                           | Inna / Body and the Sun             |
| 2015                                     | „We Wanna” (oraz Alexandra Stan, Daddy Yankee)              | 59                           | –                            | –                            | –                            | 83                           | –                            |                                           | Inna / Body and the Sun             |
| 2015                                     | „Bop Bop” (oraz Eric Turner)                                | 2                            | –                            | –                            | –                            | –                            | –                            |                                           | Inna / Body and the Sun             |
| 2015                                     | „Yalla”                                                     | 13                           | –                            | –                            | –                            | –                            | –                            |                                           | Inna / Body and the Sun             |
| 2016                                     | „Rendez Vous”                                               | 45                           | –                            | –                            | –                            | –                            | –                            | - POL: złota płyta                        | Inna / Body and the Sun             |
| 2016                                     | „Heaven”                                                    | 4                            | –                            | –                            | –                            | –                            | –                            |                                           | 10 ans de hits!                     |
| 2017                                     | „Gimme Gimme”                                               | 16                           | –                            | –                            | –                            | –                            | –                            |                                           | Nirvana                             |
| 2017                                     | „Ruleta” (oraz Erick)                                       | 3                            | –                            | –                            | –                            | 45                           | –                            |                                           | Nirvana                             |
| 2017                                     | „Nirvana”                                                   | 2                            | –                            | –                            | –                            | –                            | –                            |                                           | Nirvana                             |
| 2018                                     | „Me Gusta”                                                  | 89                           | –                            | –                            | –                            | –                            | –                            |                                           | –                                   |
| 2018                                     | „No Help                                                    | 65                           | –                            | –                            | –                            | –                            | –                            |                                           | –                                   |
| 2018                                     | „Ra”                                                        | 71                           | –                            | –                            | –                            | –                            | –                            |                                           | Yo                                  |
| 2018                                     | „Iguana”                                                    | 4                            | –                            | –                            | –                            | –                            | –                            |                                           | Yo                                  |
| 2019                                     | „Sin Ti”                                                    | –                            | –                            | –                            | –                            | –                            | –                            |                                           | Yo                                  |
| 2019                                     | „Tu Manera”                                                 | 78                           | –                            | –                            | –                            | –                            | –                            |                                           | Yo                                  |
| 2019                                     | „Te Vas”                                                    | 36                           | –                            | –                            | –                            | –                            | –                            |                                           | Yo                                  |
| 2019                                     | „Bebe” (oraz Vinka)                                         | 1                            | –                            | –                            | –                            | –                            | –                            |                                           | –                                   |
| 2020                                     | „Not My Baby”                                               | 33                           | –                            | –                            | –                            | –                            | –                            |                                           | –                                   |
| 2020                                     | „Sober”                                                     | –                            | –                            | –                            | –                            | –                            | –                            |                                           | –                                   |
| 2020                                     | „VKTM” (oraz Sickotoy i TAG)                                | 92                           | –                            | –                            | –                            | –                            | –                            |                                           | –                                   |
| 2020                                     | „Discoteka” (oraz Minneli)                                  | 62                           | –                            | –                            | –                            | –                            | –                            |                                           | –                                   |
| 2020                                     | „Read My Lips” (oraz Farina)                                | 43                           | –                            | –                            | –                            | –                            | –                            |                                           | –                                   |
| 2020                                     | „Call Me Now” (oraz Michael Calfan)                         | –                            | –                            | –                            | –                            | –                            | –                            |                                           | –                                   |
| 2020                                     | „Pretty Thoughts” (oraz Henri Purnlell i Nobody Cares)      | –                            | –                            | –                            | –                            | –                            | –                            |                                           | –                                   |
| 2021                                     | „Flashbacks”                                                | 4                            | –                            | –                            | –                            | –                            | –                            |                                           | Heartbreaker                        |
| 2021                                     | „Cool Me Down” (oraz Gromee)                                | –                            | –                            | –                            | –                            | –                            | –                            | - POL: złota płyta                        | –                                   |
| 2021                                     | „It Don’t Matter” (oraz Alok i Sofi Tukker)                 | –                            | –                            | –                            | –                            | –                            | –                            | - POL: platynowa płyta                    | –                                   |
| 2021                                     | „Maza”                                                      | 43                           | –                            | –                            | –                            | –                            | –                            |                                           | Heartbreaker                        |
| 2021                                     | „Papa”                                                      | 18                           | –                            | –                            | –                            | –                            | –                            |                                           | –                                   |
| 2021                                     | „Up”                                                        | 1                            | 125                          | –                            | –                            | –                            | –                            | - POL: platynowa płyta                    | –                                   |
| 2022                                     | „Tare” (oraz The Motans)                                    | 1                            | –                            | –                            | –                            | –                            | –                            |                                           | –                                   |
| 2022                                     | „Talk” (oraz Ilkay Sencan)                                  | –                            | –                            | –                            | –                            | –                            | –                            |                                           | –                                   |
| 2022                                     | „Wherever You Go”                                           | –                            | –                            | –                            | –                            | –                            | –                            |                                           | –                                   |
| 2022                                     | „Yummy”                                                     | –                            | –                            | –                            | –                            | –                            | –                            |                                           | –                                   |
| 2023                                     | „Rock My Body” (oraz R3hab i Sash!)                         | 2                            | 32                           | –                            | –                            | –                            | –                            | - FRA: złota płyta - POL: platynowa płyta | –                                   |
| 2023                                     | „Bad Girls” (oraz Sickotoy, Antonia Iacobescu i Eva Timush) | –                            | –                            | –                            | –                            | –                            | –                            |                                           | –                                   |
| „–” oznacza, że singel nie był notowany. |                                                             |                              |                              |                              |                              |                              |                              |                                           |                                     |